# 上治
上治（1094年—1095年）是大中国皇帝高升泰的年号，共计2年。
起訖年，方詩銘、李崇智、段玉明、李家瑞作1095年，王雲、黃德榮作1094年－1095年。

## 纪年對照表
| 上治 | 元年   | 二年   |
| ---- | ------ | ------ |
| 公元 | 1094年 | 1095年 |
| 干支 | 甲戌   | 乙亥   |

## 同期存在的其他政权年号
- 中國
  - 元祐（1086年－1094年）：宋—宋哲宗趙煦之年號
  - 紹聖（1094年－1098年）：宋—宋哲宗趙煦之年號
  - 大安（1085年－1094年）：遼—遼道宗耶律洪基之年號
  - 壽昌（1095年－1101年）：遼—遼道宗耶律洪基之年號
  - 天祐民安（1090年－1097年）：西夏—夏崇宗李乾順之年號
- 越南
  - 會豐（1092年－1100年）：李朝—李乾德之年號
- 日本
  - 寬治（1087年－1095年）：堀河天皇之年号
  - 嘉保（1095年－1097年）：堀河天皇之年号